# District de Laval
Le district de Laval est une ancienne division territoriale française du département de la Mayenne de 1790 à 1795.
Il était composé des cantons de Laval, Andouillé, Argentré, Loiron, Meslay, Montsurs, Nuillé sur Vicoin, Parné, Saint Berthevin, Saint Ouën des Toits et Sougé.

## Galerie

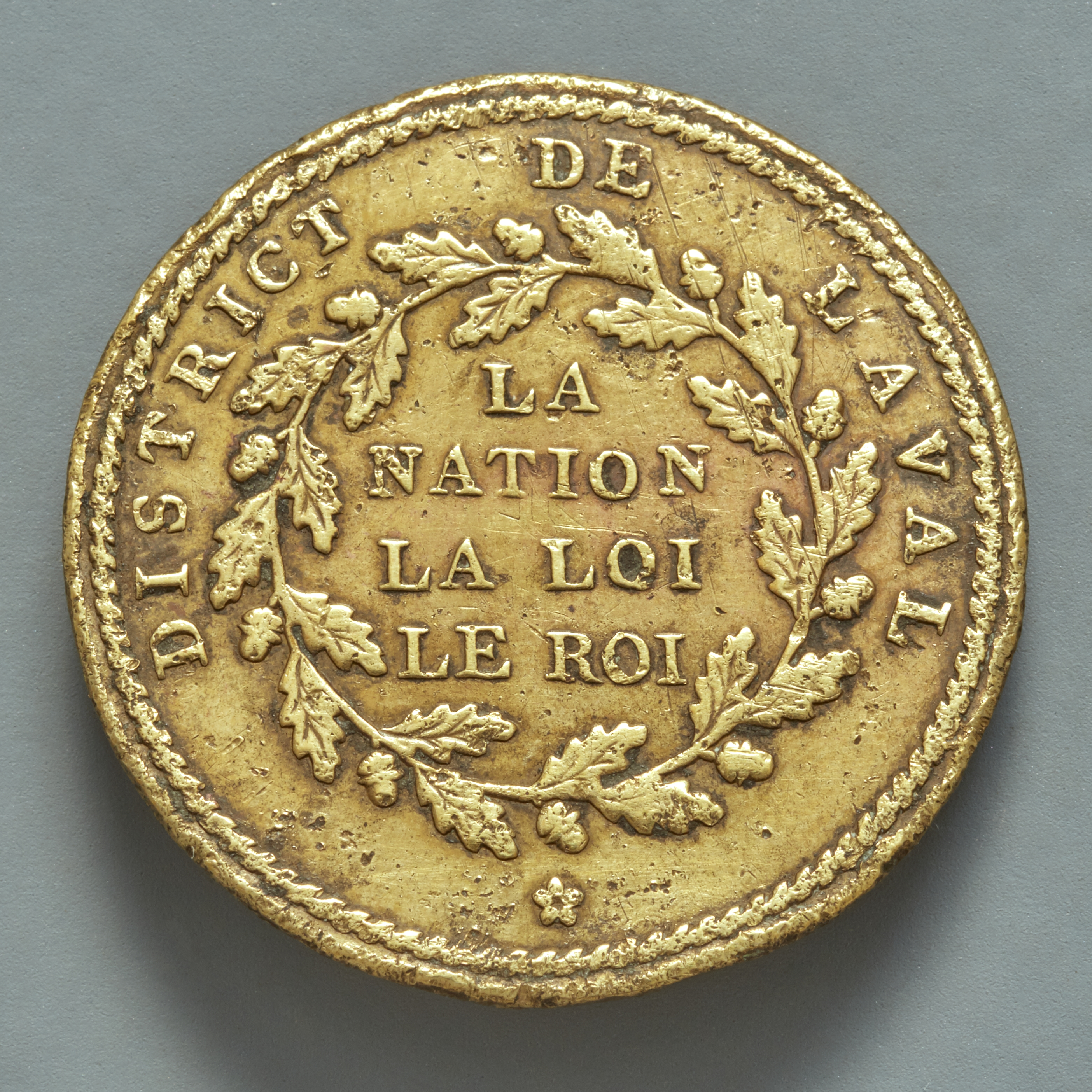
Bouton (musée Carnavalet)